# Elisa Donovan
Elisa Donovan (nacida Lisa Adaline Donovan; 3 de febrero de 1971) es una actriz, escritora y productora estadounidense. Es conocida por su papel de Amber en la película de 1995 Clueless, en la cual protagonizaba junto a Alicia Silverstone. Retomó el papel para la serie del mismo nombre de 1996 a 1999, junto a Rachel Blanchard en el papel de Silverstone. En 2021 publicó el libro Wake Me When You Leave.

## Primeros años
Elisa nació Lisa Adaline Donovan en Poughkeepsie, Nueva York, hija de Charlotte y Jack Donovan, quien era un ejecutivo empresarial. Más tarde cambió su primer nombre a «Elisa» cuando se unió a la compañía de teatro Actor’s Equity, porque ya había una actriz llamada Lisa Donovan. Creció en Long Island donde practicó gimnasia rítmica, baile e hípica. Comenzó a estudiar interpretación a los doce años de edad. Asistió a The New School, en Nueva York, donde estudió escritura, literatura e interpretación. Se mudó a Los Ángeles en 1994 y consiguió su primer papel en la sitcom Blossom como Tanya. 

## Carrera
El papel rompedor de Donovan fue en la película de 1995 Clueless como Amber, la némesis de Cher. Donovan también retomó su papel en la serie de televisión homónima. Otros papeles notables incluyen la película A Night at the Roxbury, Beverly Hills, 902010 como Ginger LaMonica y como Morgan Cavanaugh en la sitcom Sabrina the Teenage Witch. También interpretó a Sharona en la serie de Disney Channel Sonny with a Chance, y ha aparecido en las películas Complacent, The Dog Who Saved Christmas, y en su secuela, The Dog Who Saved the Holidays. Donovan protagonizó la web serie The Lake en TheWB.com. Además, Donovan interpretó a Gayle, una agente de seguros de la pequeña ciudad de Maple Grove, en la web serie In Gayle We Trust en NBC.com.
Donovan tuvo un papel en la película A Golden Christmas, donde interpretó a Anna, la hermana de la protagonista, e interpretó el papel principal en The 12 Wishes of Christmas. 
En 2006 fue invitada a un episodio de NCIS Dead and Unburied.
Apareció en el vídeo musical de 'N Sync en 1999 Thinking of You (I Drive Myself Crazy) como el flechazo de Joey Fatone.

## Vida personal
Donovan se casó con su marido Charlie Bigelow el 20 de octubre de 2012. Tienen una hija llamada Scarlett Avery Bigelow, nacida el 8 de mayo de 2012.

## Filmografía

### Cine
| Año  | Título                           | Papel            | Notas        |
| ---- | -------------------------------- | ---------------- | ------------ |
| 1995 | Café Babel                       | Amante (ella)    | Cortometraje |
| 1995 | Clueless                         | Amber Mariens    |              |
| 1998 | Night at the Roxbury             | Cambi            |              |
| 1999 | 15 Minutes                       | E.D.             | Cortometraje |
| 1999 | Loving Jezebel                   | Salli            |              |
| 1999 | Pop                              | Nora             |              |
| 2001 | Rebound Guy                      | Alexandra        | Cortometraje |
| 2001 | Liars Club                       | Mae              |              |
| 2002 | Wolves of Wall Street            | Annabella Morris |              |
| 2004 | Girl's Guide to Depravity        | Cortometraje     |              |
| 2006 | Nacional Lampoon's TV: The Movie | Suzy Gottlieb    |              |
| 2006 | Kiss Me Again                    | Malika           |              |
| 2006 | Rocker                           | Martina          |              |
| 2008 | 15 Minutes of Fame               | Red              |              |
| 2009 | Golden Christmas                 | Anna             |              |
| 2011 | Your Love Never Fails            | Laura Connors    | Vídeo        |
| 2011 | Spooky Buddies                   | Janice           | Vídeo        |
| 2012 | Chasing Happiness                | Jen              |              |
| 2012 | Complacent                       | Jennifer Pulchek |              |
| 2012 | MoniKa                           | Andrea           |              |
| 2015 | Cardinal X                       | Mary             |              |

### Televisión
| Año       | Título                                         | Función           | Notas                                             |
| --------- | ---------------------------------------------- | ----------------- | ------------------------------------------------- |
| 1994      | Blossom                                        | Tanya             | "Puppy Love", "Dirty Rotten Scoundrel"            |
| 1995      | Renegado                                       | Tina Douglas      | "The Ballad of D.B. Cooper"                       |
| 1995      | Simon                                          | Holly             | "Simon Gets Carl a Job"                           |
| 1995-1996 | Beverly Hills, 90210                           | Jengibre LaMonica | Papel recurrente                                  |
| 1996      | Encino Woman                                   | Ivana             | Película de televisión                            |
| 1996-1999 | Clueless                                       | Amber Mariens     | Papel principal                                   |
| 1997      | Justice League of America                      | Cheryl            | Película de televisión                            |
| 1999      | Oh Baby                                        | Jennifer Xavier   | "Sitting on Babies"                               |
| 1999      | Just Shoot Me!                                 | Amber             | "Jack Gets Tough"                                 |
| 2000      | Jack & Jill                                    | Annie             | "A Key Exchange", "Starstruck"                    |
| 2000      | Best Actress                                   | Lori Seefer       | Película de televisión                            |
| 2000-2003 | Sabrina, the Teenage Witch                     | Morgan Cavanaugh  | Elenco principal, serie de TV CBS (temporada 5-7) |
| 2001      | Spyder Games                                   | Gail Sanders      | "1.43"                                            |
| 2004      | Judging Amy                                    | Shelby Crawford   | "Sins of the Father", "Roadhouse Blues"           |
| 2004      | Eve's Christmas                                | Eve Simon         | Película de televisión                            |
| 2006      | NCIS                                           | Rebecca Kemps     | "Dead and Unburied"                               |
| 2007      | Framed for Murder                              | Junio Baldwin     | Película de televisión                            |
| 2007      | It Was One of Us                               | Carson O'Connor   | Película de televisión                            |
| 2008      | Shark Swarm                                    | Brenda            | Película de televisión                            |
| 2008      | Turbo Dates                                    | "3:10 to Puma"    |                                                   |
| 2009      | Sonny with a Chance                            | Sharona           | "Poll'd Apart"                                    |
| 2009      | The Lake                                       | Leslie            | Papel principal                                   |
| 2009      | The Dog Who Saved Christmas                    | Belinda Bannister | Película de televisión                            |
| 2009-2011 | In Gayle We Trust                              | Gayle Evans       | Papel protagonista                                |
| 2010      | The Dog Who Saved Christmas Vacation           | Belinda Bannister | Película de televisión                            |
| 2011      | The Dog Who Saved Halloween                    | Belinda Bannister | Película de televisión                            |
| 2011      | 12 Wishes of Christmas                         | Laura Lindsey     | Película de televisión                            |
| 2012      | Whole Day Down                                 | Nadine            | Papel recurrente                                  |
| 2012      | The Dog Who Saved the Holidays                 | Belinda Bannister | Película de televisión                            |
| 2014      | Melissa & Joey                                 | Darcey            | "Catch & Release"                                 |
| 2014      | The Dog Who Saved Easter                       | Belinda Bannister | Película de televisión                            |
| 2014      | The Dog Who Saved Summer                       | Belinda Bannister | Película de televisión                            |
| 2014      | HOARS (Home Owner Association Regency Supreme) | Julia Roberts     | "No Mold, Parasites and Cocaine 244(b-1)"         |